# Eumorsea pinaleno
Eumorsea pinaleno är en insektsart som beskrevs av Rehn, J.A.G. och H.J. Grant Jr. 1959. Eumorsea pinaleno ingår i släktet Eumorsea och familjen Eumastacidae. IUCN kategoriserar arten globalt som sårbar. Inga underarter finns listade i Catalogue of Life.